# George Kennedy
George Harris Kennedy, Jr. (New York, 18 febbraio 1925 – Middleton, 28 febbraio 2016), è stato un attore statunitense, vincitore di un Oscar al miglior attore non protagonista per Nick mano fredda.

## Biografia
Vinse il premio Oscar al miglior attore non protagonista nel 1968 per la sua interpretazione in Nick mano fredda (1967). Fra i ruoli che lo hanno reso maggiormente noto in ambito internazionale si ricordano quello di Joe Patroni, veterano pilota aeronautico ed esperto meccanico nei quattro film della serie catastrofica inaugurata da Airport (1970), e quello di Ed, il collega e amico di Leslie Nielsen nei tre film della serie Una pallottola spuntata. Ha anche partecipato al film Creepshow 2 (1987). Tra i suoi ultimi film è da ricordare Non bussare alla mia porta, diretto nel 2005 da Wim Wenders.
Nella sua carriera prese parte a molte serie TV, tra cui Dallas dal 1988 al 1991 (nel ruolo di Carter McKay) e anche nei due film TV celebrativi nel 1994 e 1998 (e in quest'ultimo anno partecipò al film Dennis colpisce ancora). Nel 2003 recitò nella soap opera Febbre d'amore, nella parte di Albert. Kennedy pubblicò anche due romanzi polizieschi, Murder On Location (1983), edito in Italia nella collana dei Giallo Mondadori nel 1985 col titolo Riflettori sul delitto, e Murder on High (1984). Entrambi i libri probabilmente sono opera dello scrittore Walter J. Sheldon.
Partecipò sia alla settantesima che alla settantacinquesima edizione degli Academy Awards, per la celebrazione degli attori vincitori in passato dell'ambita statuetta. Da tempo affetto da una malattia cardiovascolare, Kennedy morì il 28 febbraio 2016 a 91 anni presso una struttura per malati terminali a Middleton, nella quale era ricoverato da un mese. È sepolto nell'Idaho State Veterans Cemetery di Boise, Idaho.

## Filmografia

### Attore

#### Cinema
- The Little Shepherd of Kingdom Come, regia di Andrew V. McLaglen (1961)
- Solo sotto le stelle (Lonely Are the Brave), regia di David Miller (1962)
- The Silent Witness, regia di Ken Kennedy (1962)
- Il piede più lungo (The Man From The Diner's Club), regia di Frank Tashlin (1963)
- Sciarada (Charade), regia di Stanley Donen (1963)
- 5 corpi senza testa (Strait-Jacket), regia di William Castle (1964)
- Marinai, topless e guai (McHale's Navy), regia di Edward Montagne (1964)
- L'isola dei delfini blu (Island of the Blue Dolphins), regia di James B. Clark (1964)
- Piano... piano, dolce Carlotta (Hush...Hush, Sweet Charlotte), regia di Robert Aldrich (1964)
- Prima vittoria (In Harm's Way), regia di Otto Preminger (1965)
- Mirage, regia di Edward Dmytryk (1965)
- Shenandoah - La valle dell'onore (Shenandoah), regia di Andrew V. McLaglen (1965)
- I 4 figli di Katie Elder (The Sons of Katie Elder), regia di Henry Hathaway (1965)
- Il volo della fenice (The Flight of the Phoenix), regia di Robert Aldrich (1965)
- La donna del West (The Ballad of Josie), regia di Andrew V. McLaglen (1967)
- E venne la notte (Hurry Sundown), regia di Otto Preminger (1967)
- Quella sporca dozzina (The Dirty Dozen), regia di Robert Aldrich (1967)
- Nick mano fredda (Cool Hand Luke), regia di Stuart Rosenberg (1967)
- Bandolero!, regia di Andrew V. McLaglen (1968)
- Le stelle si vedono di giorno (The Pink Jungle), regia di Delbert Mann (1968)
- Quando muore una stella (The Legend of Lylah Clare), regia di Robert Aldrich (1968) (non accreditato)
- Lo strangolatore di Boston (The Boston Strangler), regia di Richard Fleischer (1968)
- Le pistole dei magnifici sette (Guns of the Magnificent Seven), regia di Paul Wendkos (1969)
- Il grande giorno di Jim Flagg (The Good Guys and the Bad Guys), regia di Burt Kennedy (1969)
- Chicago Chicago (Gaily, Gaily), regia di Norman Jewison (1969)
- Tick... tick... tick... esplode la violenza (...tick...tick...tick...), regia di Ralph Nelson (1970)
- Airport, regia di George Seaton (1970)
- Il falso testimone (Zig Zag), regia di Richard A. Colla (1970)
- Dingus, quello sporco individuo (Dirty Dingus Magee), regia di Burt Kennedy (1970)
- L'uomo dinamite (Fools' Parade), regia di Andrew V. McLaglen (1971)
- Orizzonte perduto (Lost Horizon), regia di Charles Jarrott (1973)
- La stella di latta (Cahill - U.S. Marshal), regia di Andrew V. McLaglen (1973)
- Una calibro 20 per lo specialista (Thunderbolt and Lightfoot), regia di Michael Cimino (1974)
- Airport '75 (Airport 1975), regia di Jack Smight (1974)
- Terremoto (Earthquake), regia di Mark Robson (1974)
- Assassinio sull'Eiger (The Eiger Sanction), regia di Clint Eastwood (1975)
- Il giustiziere (The Human Factor), regia di Edward Dmytryk (1975)
- Airport '77, regia di Jerry Jameson (1977)
- Ningen no shômei, regia di Jun'ya Satô (1977)
- Arizona campo quattro (Mean Dog Blues), regia di Mel Stuart (1978)
- Obiettivo "Brass" (Brass Target), regia di John Hough (1978)
- Assassinio sul Nilo (Death on the Nile), regia di John Guillermin (1978)
- Il mio scopo è la vendetta (Search and Destroy), regia di William Fruet (1979)
- Doppio intrigo (The Double McGuffin), regia di Joe Camp (1979)
- Sei uomini d'acciaio (Steel), regia di Steve Carver (1979)
- Airport '80 (The Concorde... Airport '79), regia di David Lowell Rich (1979)
- La nave fantasma (Death Ship), regia di Alvin Rakoff (1980)
- Ultimo rifugio: Antartide (Fukkatsu no hi), regia di Kinji Fukasaku (1980)
- Hotwire, regia di Frank Q. Hobbs (1980)
- Modern Romance, regia di Albert Brooks (1981)
- Just Before Dawn, regia di Jeff Lieberman (1981)
- Wacko, regia di Greydon Clark (1982)
- Chattanooga Choo Choo, regia di Bruce Bilson (1984)
- Rare Breed, regia di David Nelson (1984)
- Bolero Extasy (Bolero), regia di John Derek (1984)
- Sogni radioattivi (Radioactive Dreams), regia di Albert Pyun (1984)
- Alba selvaggia (Savage Dawn), regia di Simon Nuchtern (1985)
- Delta Force (The Delta Force), regia di Menahem Golan (1986)
- Rigged, regia di Claudio M. Cutry (1986)
- Creepshow 2, regia di George A. Romero (1987)
- Macchina da guerra (Private Road: No Trespassing), regia di Raphael Nussbaum (1987)
- Il giorno della crisalide (Nightmare ay Noon), regia di Nico Mastorakis (1988)
- Top Line, regia di Nello Rossati (1988)
- Una pallottola spuntata (The Naked Gun: From the Files of Police Squad!), regia di David Zucker (1988)
- Born to Race, regia di James Fargo (1988)
- Undicesimo: la vendetta (Ministry of Vengeance), regia di Peter Maris (1989)
- Mayumi, regia di Shin Sang-ok (1990)
- Top model per uccidere (Hired to Kill), regia di Nico Mastorakis e Peter Rader (1990)
- Uomini d'assalto (Hangfire), regia di Peter Maris (1991)
- L'auto più pazza del mondo (Driving Me Crazy), regia di Jon Turteltaub (1991)
- Una pallottola spuntata 2½ - L'odore della paura (The Naked Gun 2½: The Smell of Fear), regia di David Zucker (1991)
- Una pallottola spuntata 33⅓ - L'insulto finale (Naked Gun 33 1/3: The Final Insult), regia di Peter Segal (1994)
- Dennis colpisce ancora (Dennis the Menace Strikes Again), regia di Charles T. Kanganis (1998)
- Una hostess tra le nuvole (View from the Top), regia di Bruno Barreto (2003) (non accreditato)
- Non bussare alla mia porta (Don't Come Knocking), regia di Wim Wenders (2005)
- Another Happy Day, regia di Sam Levinson (2011)
- The Gambler, regia di Rupert Wyatt (2014)

#### Televisione

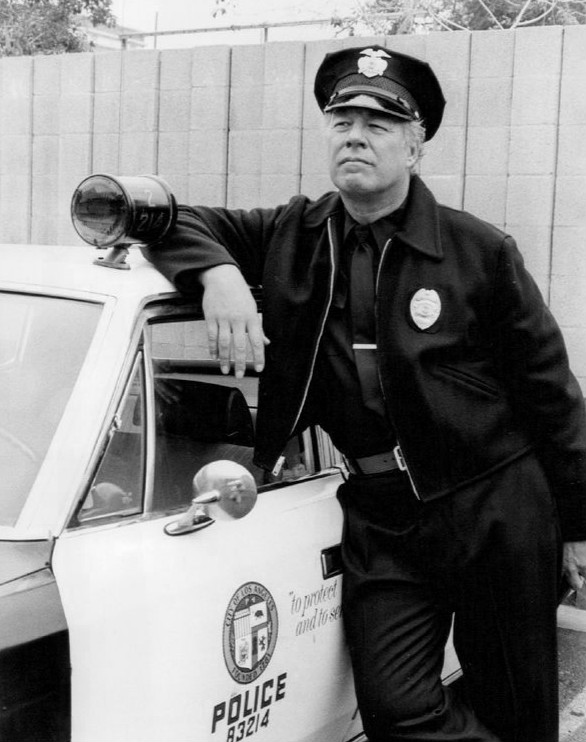
George Kennedy nella serie Poliziotto di quartiere (1976)

- The Phil Silvers Show – serie TV, 14 episodi (1955-1959)
- Lawman – serie TV, 1 episodio (1960)
- Laramie – serie TV, 1 episodio (1960)
- Sugarfoot – serie TV, 2 episodi (1959-1960)
- Peter Gunn – serie TV, episodio 2x36 (1960)
- Maverick – serie TV, episodio 4x02 (1960)
- Avventure lungo il fiume (Riverboat) – serie TV, 1 episodio (1960)
- Have Gun - Will Travel – serie TV, 7 episodi (1960-1963)
- Surfside 6 – serie TV, episodio 1x15 (1961)
- The Americans – serie TV, episodio 1x09 (1961)
- La valle dell'oro (Klondike) – serie TV, episodio 1x12 (1961)
- Gunslinger – serie TV, episodio 1x01 (1961)
- Gli intoccabili (The Untouchables) – serie TV, 1 episodio (1961)
- Gli uomini della prateria (Rawhide) – serie TV, episodio 4x15 (1962)
- Outlaws – serie TV, episodio 2x22 (1962)
- Thriller – serie TV, episodio 2x28 (1962)
- Going My Way – serie TV, episodio 1x05 (1962)
- Indirizzo permanente (77 Sunset Strip) – serie TV, episodio 5x18 (1963)
- Perry Mason – serie TV, 1 episodio (1963)
- Polvere di stelle (Bob Hope Presents the Chrysler Theatre) – serie TV, 1 episodio (1963)
- The Travels of Jaimie McPheeters – serie TV, episodio 1x09 (1963)
- Un equipaggio tutto matto (McHale's Navy) – serie TV, 2 episodi (1963-1964)
- Bonanza – serie TV, 2 episodi (1961-1964)
- La grande avventura (The Great Adventure) – serie TV, episodio 1x15 (1964)
- L'ora di Hitchcock (The Alfred Hitchcock Hour) – serie TV, episodio 3x08 (1964)
- Gli inafferrabili (The Rogues) – serie TV, episodio 1x13 (1964)
- A Man Called Shenandoah – serie TV, episodio 1x12 (1965)
- Daniel Boone – serie TV, 1 episodio (1965)
- Laredo – serie TV, 1 episodio (1965)
- La leggenda di Jesse James (The Legend of Jesse James) – serie TV, 1 episodio (1966)
- La grande vallata (The Big Valley) – serie TV, episodio 1x21 (1966)
- Gunsmoke – serie TV, 7 episodi (1960-1966)
- Il dottor Kildare (Dr. Kildare) – serie TV, 3 episodi (1963-1966)
- Il virginiano (The Virginian) – serie TV, 3 episodi (1964-1966)
- Tarzan – serie TV, episodio 2x03 (1967)
- Ironside – serie TV, 1 episodio (1971)
- Il solitario del West (The Bull of the West) – film TV (1972)
- Poliziotto di quartiere (The Blue Knight) – serie TV, 25 episodi (1975-1976)
- Fantasilandia (Fantasy Island) – serie TV, 1 episodio (1983)
- Love Boat (The Love Boat) – serie TV, 2 episodi (1984)
- Dallas – serie TV, 74 episodi (1988-1991)
- Colomba solitaria (Lonesome Dove) – serie TV, 1 episodio (1994)
- Dallas: il ritorno di J.R. (Dallas: J.R. Returns) – film TV (1996)
- Dallas: La guerra degli Ewing (Dallas: War of the Ewings) – film TV (1998)
- Febbre d'amore (The Young and the Restless) – serie TV, 4 episodi (2003-2010)

### Doppiatore
- Cats Don't Dance, regia di Mark Dindal (1997)
- Small Soldiers, regia di Joe Dante (1998)

## Romanzi
- (EN) Murder on Location, 1983.
- Riflettori sul delitto, collana Il Giallo Mondadori, n. 1887, 1984.
- (EN) Murder on High, 1984.

## Riconoscimenti
- Premio Oscar
  - 1968 – Miglior attore non protagonista per Nick mano fredda

## Doppiatori italiani
Nelle versioni in italiano delle opere in cui ha recitato, George Kennedy è stato doppiato da:
- Glauco Onorato in Solo sotto le stelle, Una calibro 20 per lo specialista, Airport '77, Obiettivo "Brass", Assassinio sul Nilo, Dallas - Il ritorno di J.R., Dallas - La guerra degli Ewing
- Renato Turi in 5 corpi senza testa, Il volo della fenice, La donna del West, Lo strangolatore di Boston, Il grande giorno di Jim Flagg, Orizzonte perduto
- Vittorio Di Prima in Bolero Extasy, Una pallottola spuntata 2½ - L'odore della paura, Una pallottola spuntata 33⅓ - L'insulto finale
- Emilio Cigoli in Sciarada, Nick mano fredda
- Arturo Dominici in Piano... piano, dolce Carlotta, Prima vittoria
- Pino Locchi in Mirage, Top Line
- Riccardo Mantoni in Shenandoah - La valle dell'onore, I 4 figli di Katie Elder
- Roberto Bertea in Airport '75, Terremoto
- Franco Odoardi in Poliziotto di quartiere, La nave fantasma
- Marcello Tusco in Airport '80, Delta Force
- Manlio Busoni in Quella sporca dozzina
- Carlo D'Angelo in Bandolero!
- Ennio Balbo in Airport
- Sergio Rossi in Tick... tick... tick... esplode la violenza
- Michele Malaspina in La stella di latta
- Mario Bardella in Dingus, quello sporco individuo
- Renato Mori in Assassinio sull'Eiger
- Dario De Grassi in Dallas
- Gianni Musy in Creepshow 2
- Antonio Guidi in Una pallottola spuntata
- Gino Pagnani in Top model per uccidere
- Antonio Paiola in Dennis colpisce ancora
- Michele Kalamera in Non bussare alla mia porta
- Toni Orlandi in Another Happy Day
- Massimo Foschi in The Gambler

Da doppiatore è sostituito da:
- Franco Chillemi in Santo Bugito
- Mario Bombardieri in Small Soldiers